# Corsa del XX settembre 1923
La Corsa del XX settembre 1923, già Roma-Napoli-Roma, diciottesima edizione della corsa, si svolse il 20 settembre 1923 su un percorso di 352 km. La vittoria fu appannaggio dell'italiano Costante Girardengo, che completò il percorso in 13h01'24", precedendo i connazionali Giuseppe Azzini e Federico Gay.

## Ordine d'arrivo (Top 10)
| Pos. | Corridore           | Squadra             | Tempo     |
| ---- | ------------------- | ------------------- | --------- |
| 1    | Costante Girardengo | Maino               | 13h01'24" |
| 2    | Giuseppe Azzini     | Maino               | s.t.      |
| 3    | Federico Gay        | Atala               | s.t.      |
| 4    | Ottavio Bottecchia  | Automoto-Hutchinson | a 53"     |
| 5    | Michele Gordini     | Ganna               | a 11'38"  |
| 6    | Angelo Gremo        | Maino               | s.t.      |
| 7    | Enea Dal Fiume      | -                   | s.t.      |
| 8    | Bartolomeo Aimo     | Atala               | s.t.      |
| 9    | Romolo Lazzaretti   | -                   | s.t.      |
| 10   | Pasquale Di Pietro  | -                   | s.t.      |